# Fessenheim

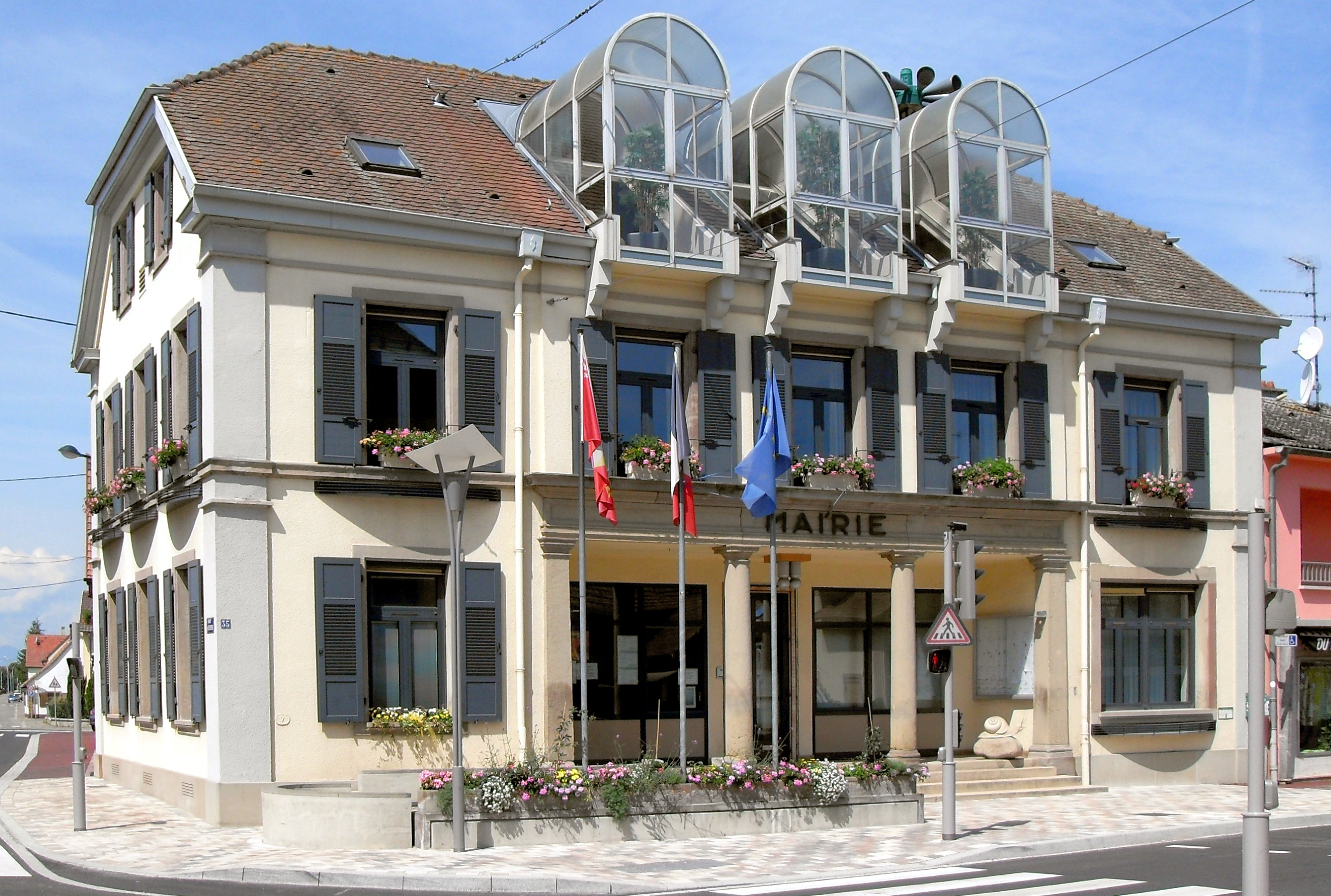
Bürgermeisteramt (Mairie)

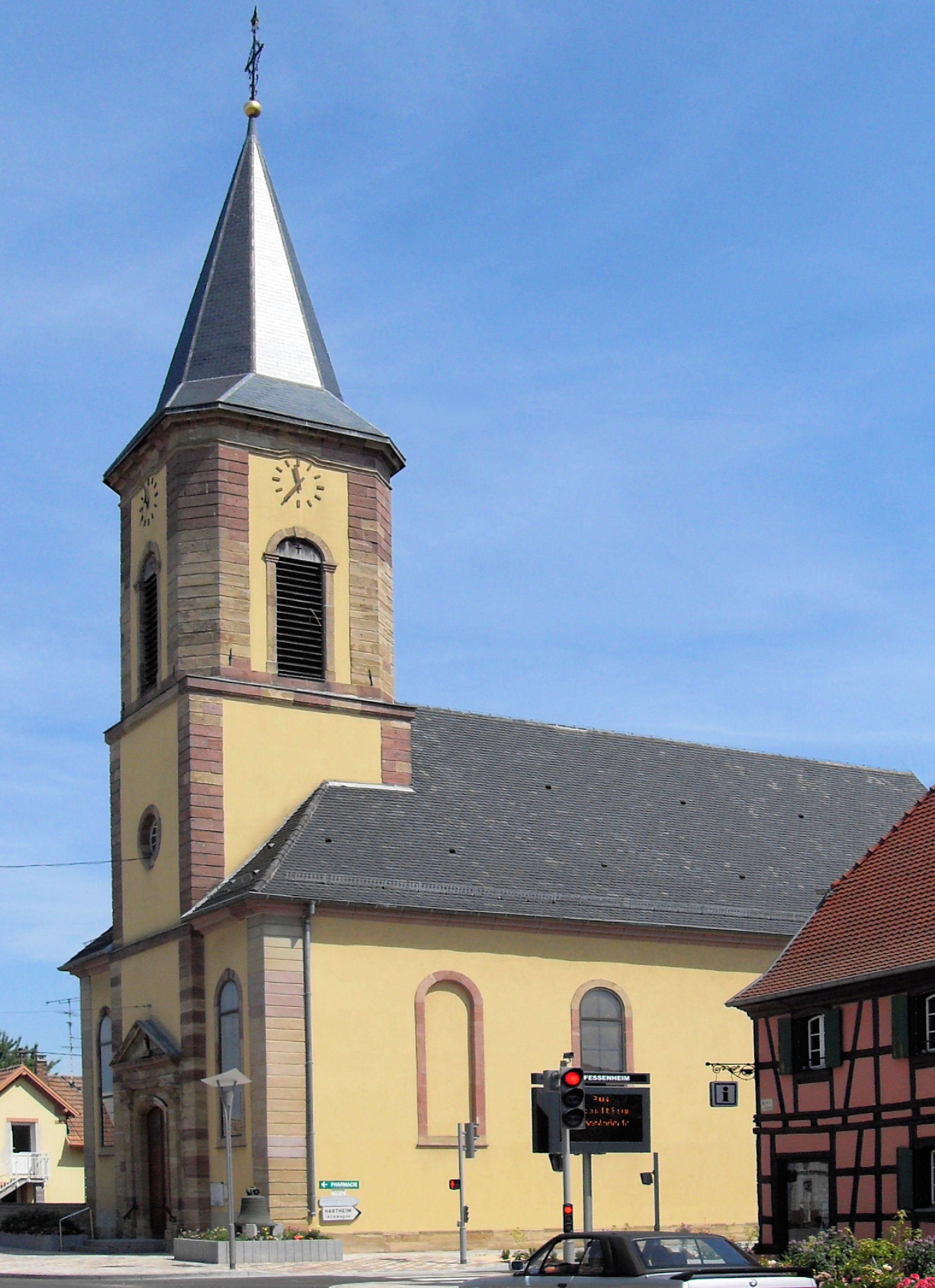
Kirche St. Kolumba

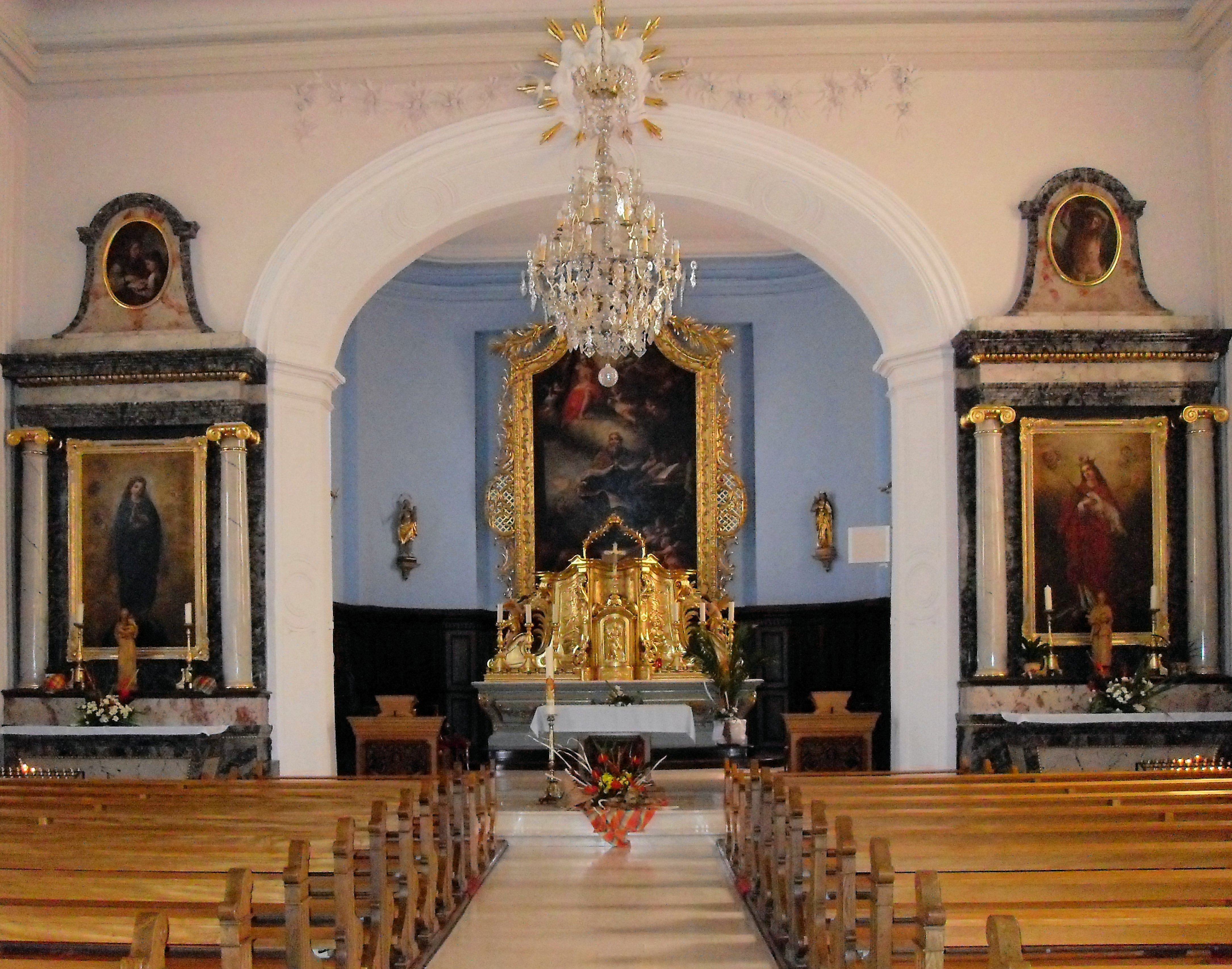
Innenansicht der Kirche

Fessenheim [fɛsənajm], elsässisch Fassana, ist eine französische Gemeinde mit 2335 Einwohnern (Stand 1. Januar 2022) im Département Haut-Rhin in der Europäischen Gebietskörperschaft Elsass und in der Region Grand Est. Sie gehört zum Arrondissement Colmar-Ribeauvillé, zum Kanton Ensisheim und ist Mitglied des Gemeindeverbandes Communauté de communes Alsace Rhin Brisach. Die Bewohner werden Fessenheimois und Fessenheimoises genannt.

## Geographie
Die Gemeinde Fessenheim liegt im Oberelsass, etwa 25 Kilometer nordöstlich von Mülhausen am Rheinseitenkanal bzw. am Rhein und damit an der Grenze zu Deutschland.

## Geschichte
In alten Urkunden kommt der Ort vor als in villa vel in fine Fetzenheim marca (768), in villa vel fine qui vocatur Fezinhaim (778), in Vescenheim iuxta Renum (1180), Vessenhein (1341), Vessenheim (14. Jh.), rector in Vessenheim (1441), Veszenheim (17. Jh.) und Fessenheim (1619).
Das Dorf lag auf dem Territorium des Heiligen Römischen Reichs, und einige seiner ehemaligen Besitzer seit dem 14. Jahrhundert sind namentlich bekannt. Im Jahr 1680 wurde die Ortschaft vom Königreich Frankreich annektiert.
Seit 1714 befand sich das Dorf im Besitz des Deutschen Ordens. Die hohe Gerichtsbarkeit in Fessenheim übte während dieser Zeit ein Amtmann der Landesregierung mit Hilfe eines Amtsschreibers aus. Die niedere Gerichtsbarkeit dagegen lag bis zur Französischen Revolution in den Händen des Ordens, der hier auch über das Jagdrecht verfügte. Nach der Überweisung des umfangreichen Grundbesitzes des Ordens in Fessenheim 1785 an einen Pächter bemächtigte sich die Revolution des gesamten Besitztums; am 26. Pluviose II gelangte anlässlich einer Versteigerung alles Acker- und Wiesenland des Ordens samt drei Häusern mit allem Zubehör zum Preis von 70.500 Livres an die Breisacher Bürger Johann Keck und Johann Meyer.
Durch den Frankfurter Frieden vom 10. Mai 1871 kam das Gebiet an das deutsche Reichsland Elsaß-Lothringen, und das Dorf wurde dem Kreis Gebweiler im Bezirk Oberelsass zugeordnet.  Nach dem Ersten Weltkrieg musste das Gebiet aufgrund der Bestimmungen des Versailler Vertrags 1919 an Frankreich abgetreten werden. Im Zweiten Weltkrieg war die Region von der deutschen Wehrmacht besetzt, und die Ortschaft stand bis 1944 unter deutscher Verwaltung.

### Bevölkerungsentwicklung
| Jahr      | 1962 | 1968 | 1975 | 1982 | 1990 | 1999 | 2007 | 2019 |
| --------- | ---- | ---- | ---- | ---- | ---- | ---- | ---- | ---- |
| Einwohner | 481  | 896  | 1653 | 2002 | 2000 | 2097 | 2250 | 2267 |

## Bauwerke
- Die Barockkirche Sainte-Colombe stammt aus dem Jahr 1774.
- Eine Staustufe mit etwa zwölf Metern Höhe am Rheinseitenkanal (Grand Canal d’Alsace) erbringt die notwendige Höhe für das Wasserkraftwerk Fessenheim.
- Oberhalb des Wasserkraftwerks befindet sich – etwa anderthalb Kilometer südöstlich der Dorfmitte gelegen – der älteste Meiler Frankreichs, das Kernkraftwerk Fessenheim (Centrale nucléaire de Fessenheim).[8] Es hatte zwei Druckwasserreaktoren, deren Nettoleistung je 880 Megawatt betrug und 1978 in Betrieb genommen wurde. Der Reaktorblock 1 ist am 22. Februar 2020 endgültig abgeschaltet worden und Reaktorblock 2 folgte am 30. Juni 2020.[9][10][11] Der Kernreaktor führte vor allem auf deutscher Seite, in der hier herrschenden Hauptwindrichtung (aus Südwest (burgundischen Pforte), nach Nordost) gelegen, wegen häufiger Pannen und seiner Lage in einer Erdbebenzone zu großen Bedenken und der Forderung nach schnellstmöglicher Stilllegung. Mit 2000 Beschäftigten stellte es einen großen Arbeitgeber in der Region dar.[12]
- Eine Schleuse für die Binnenschifffahrt auf dem Rheinseitenkanal
- Die am 20. Mai 2006 eröffnete Alain-Foechterle-Erich-Dilger-Brücke, eine einspurige Rheinbrücke nach Deutschland zum Autobahnanschluss 64b der Bundesautobahn 5, zur deutschen Partnergemeinde Hartheim und den Orten Grißheim und Heitersheim
- Seit 1985 (privates) Museum Maison Schoelcher; ab 7. Juni 2015 städtisches Museum Victor Schœlcher (Siehe „Persönlichkeiten“)
- Museum Musée de la Hardt

Ortsbilder
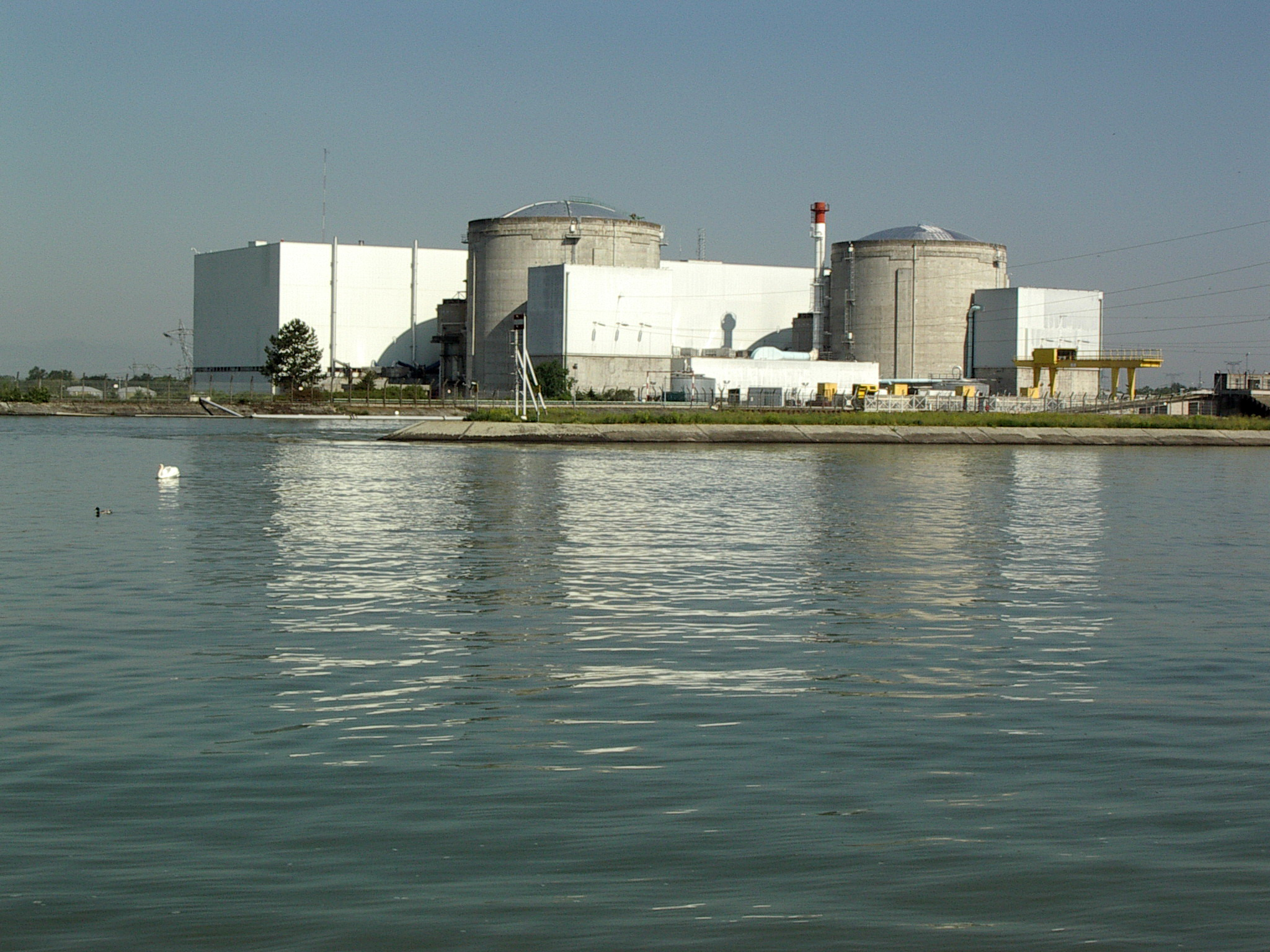
Kernkraftwerk Fessenheim am Rheinseitenkanal
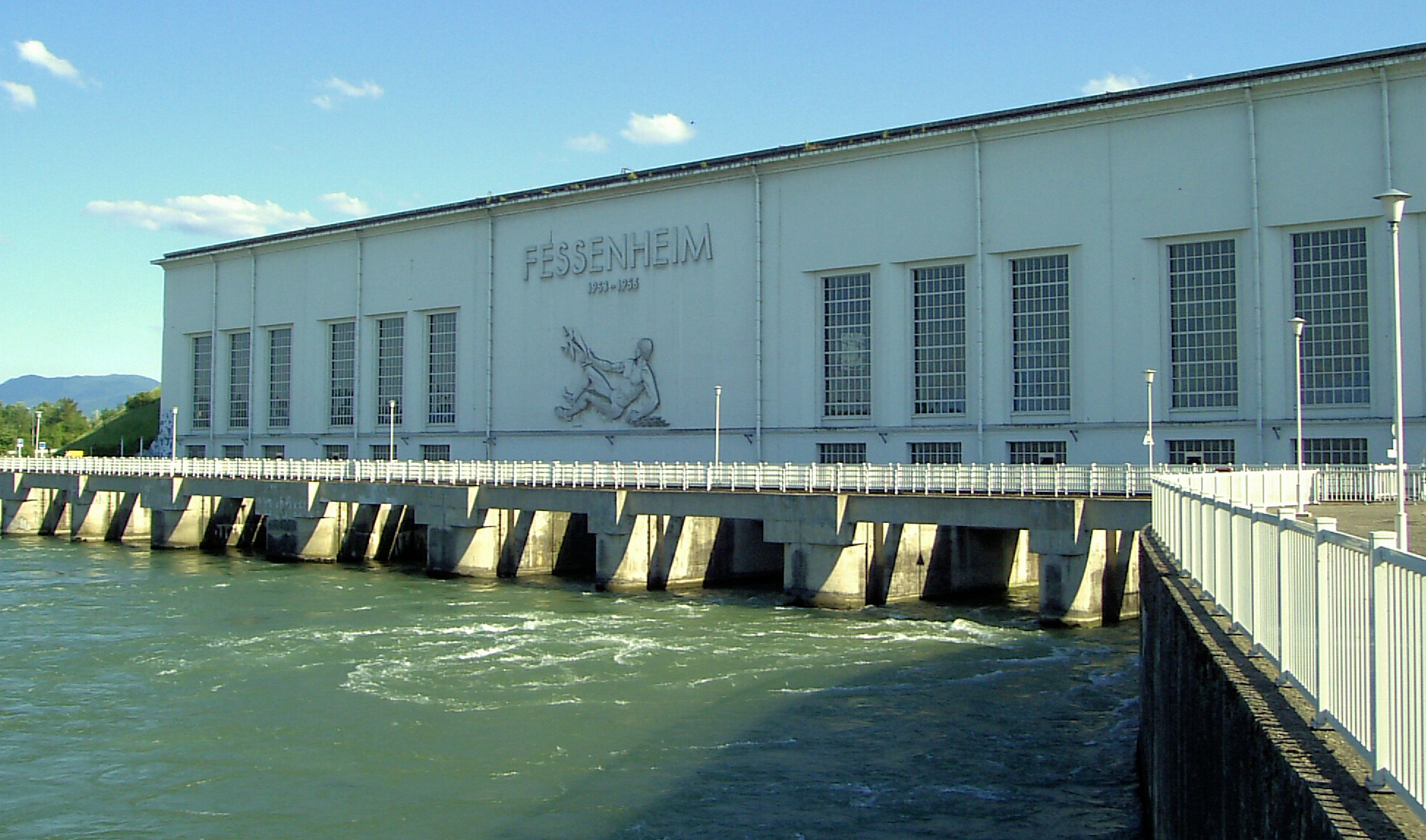
Wasserkraftwerk unterhalb des Kernkraftwerks
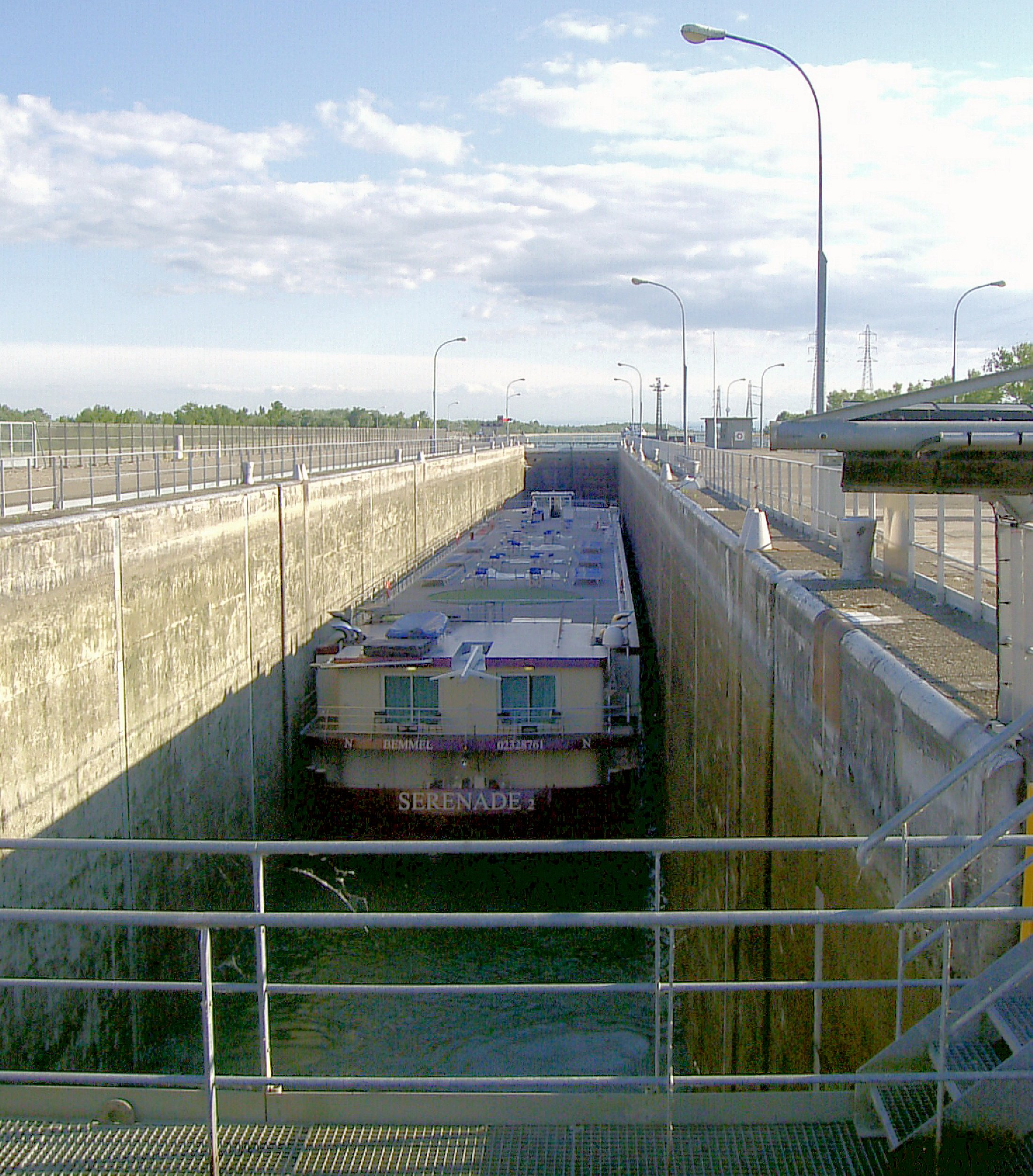
Schleuse Fessenheim unterhalb des Kernkraftwerkes
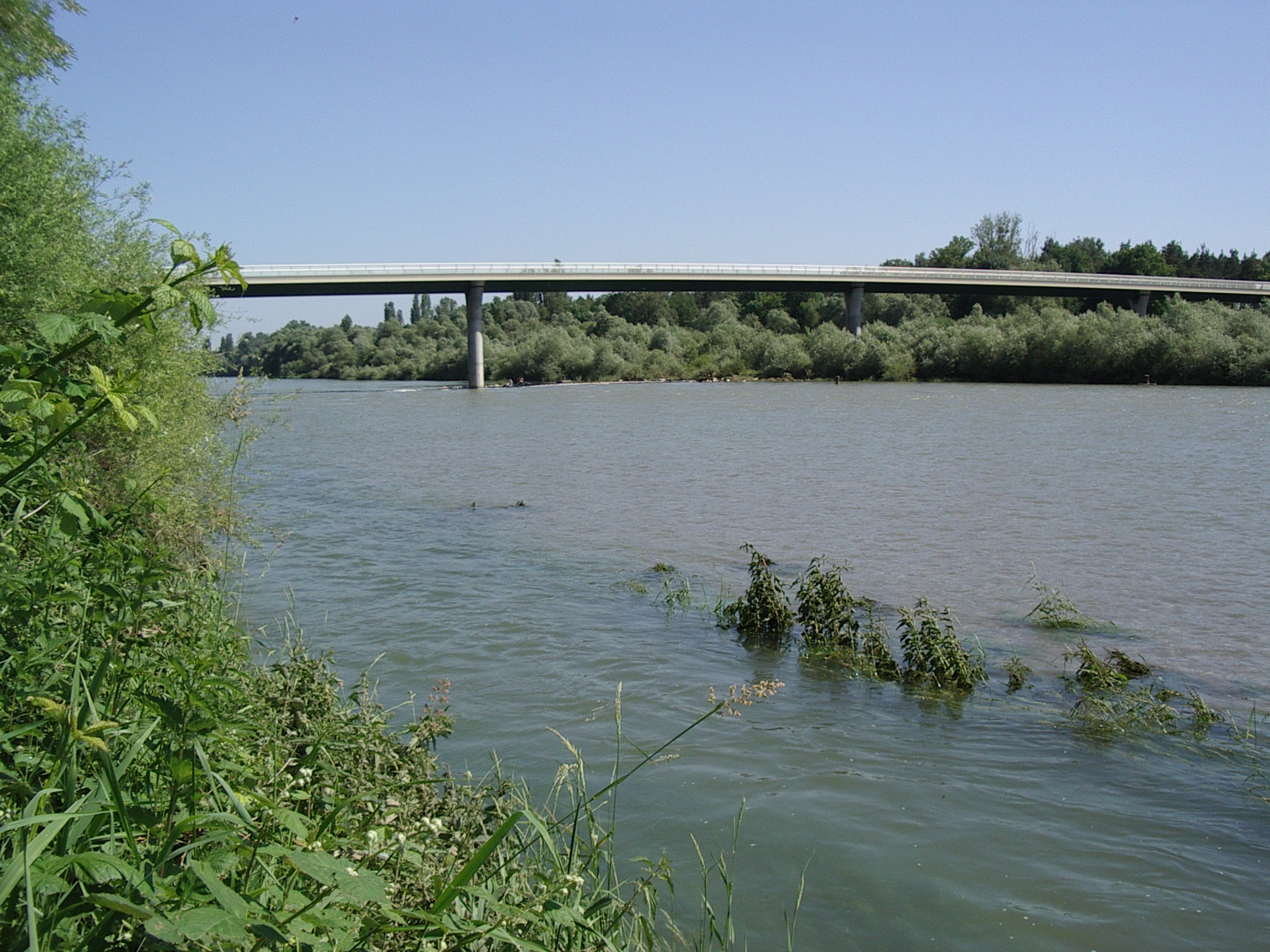
Rheinbrücke bei Fessenheim über den Altrhein (2010)
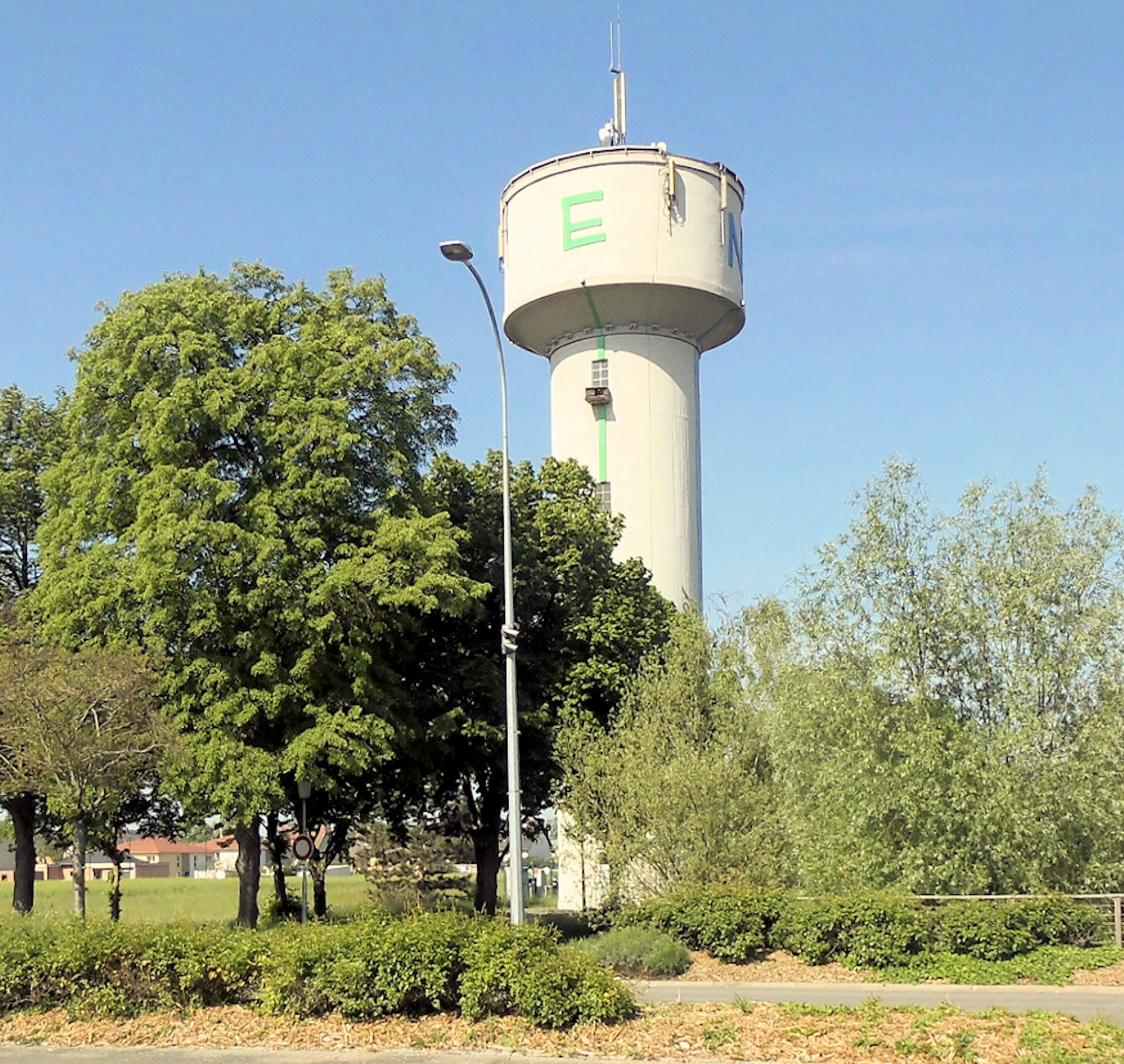
Wasserturm im Norden der Gemeinde
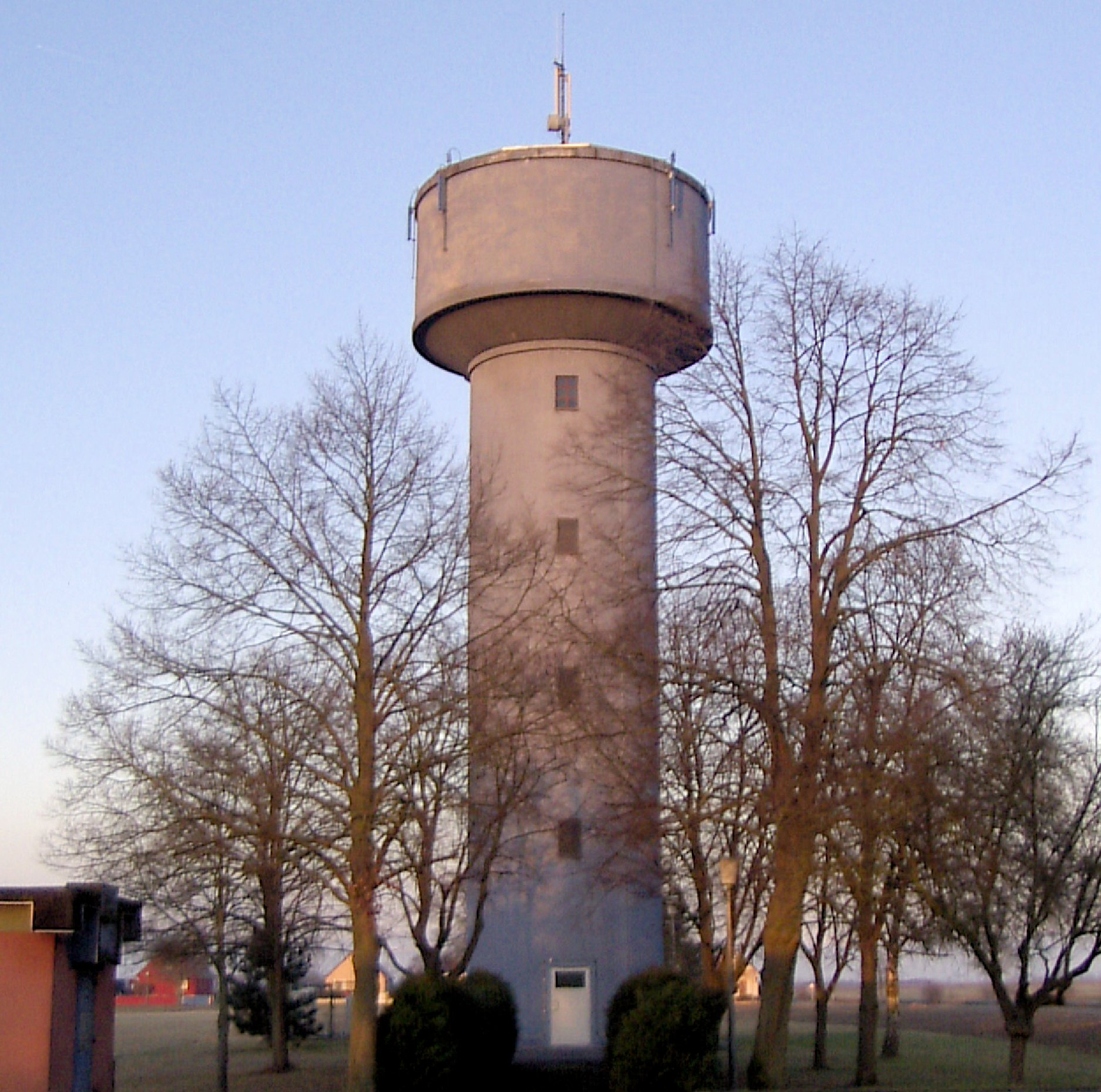
Wasserturm im Osten der Gemeinde
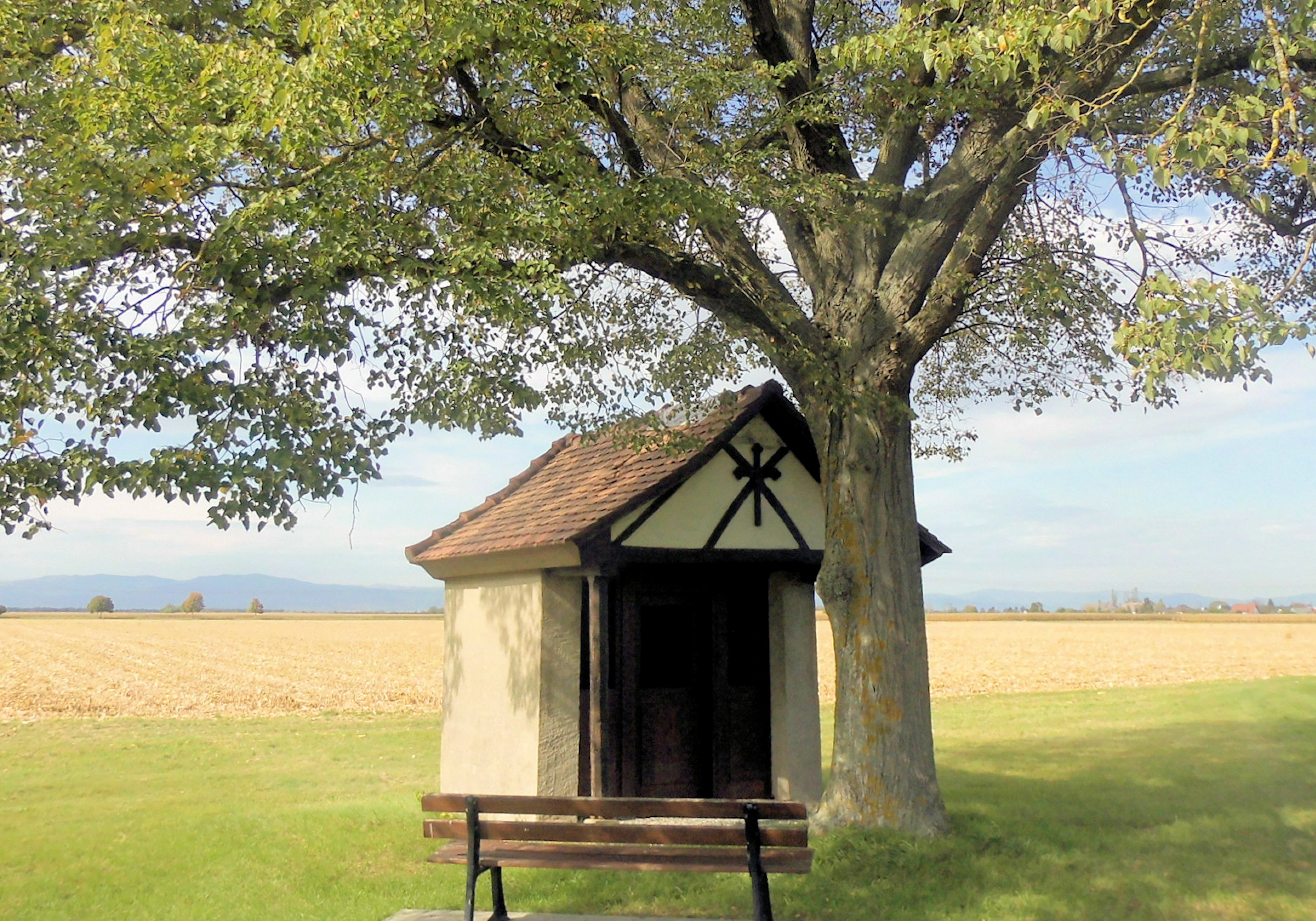
Kapelle St. Kolumba

## Gemeindepartnerschaften
Fessenheim unterhält Partnerschaften mit den Gemeinden Schœlcher auf Martinique und Hartheim am Rhein (seit 1993) am gegenüberliegenden Rheinufer im Breisgau.

## Zweckverband
Fessenheim ist Mitglied im Grenzüberschreitenden örtlichen Zweckverband Mittelhardt-Oberrhein, der auf Basis des Karlsruher Übereinkommens die grenzüberschreitende kommunale Zusammenarbeit von Gemeinden im Elsass und Baden fördert.

## Persönlichkeiten
- Als Pfarrer und Schriftsteller wirkte und verstarb Gregor Rippel (1681–1729), ein katholischer Theologe und Geistlicher, in Fessenheim.
- Marc Schœlcher, der Vater von Victor Schœlcher (1804–1893) wurde in Fessenheim geboren: Victor Schœlcher setzte die Befreiung der Sklaven in den französischen Kolonien durch (Jahrestag 27. April 1848).[14] So existierte seit etwa 1985 ein privates Schœlcher-Museum (Maison Schoelcher) am Ort; nach seiner Schließung wurde in einem örtlichen Fachwerkhaus aus dem 16. Jahrhundert das Museum Victor Schœlcher etabliert (Eröffnung am 7. Juni 2015).[15] Auch im Musée de la Hardt wird Schœlcher anhand von Exponaten gewürdigt, welche mit seiner Lebensaufgabe zu tun haben.[16]
- Der evangelische Theologe und Politiker Theodor Schmidt (1867–1942) wurde in Fessenheim geboren.

## Trivia
Bei der Präsidentschaftswahl 2022 erhielt Marine Le Pen in Fessenheim 62 Prozent der Stimmen und Emmanuel Macron 38 Prozent.